# Liste der Kulturdenkmale in Niederdorf (Sachsen)

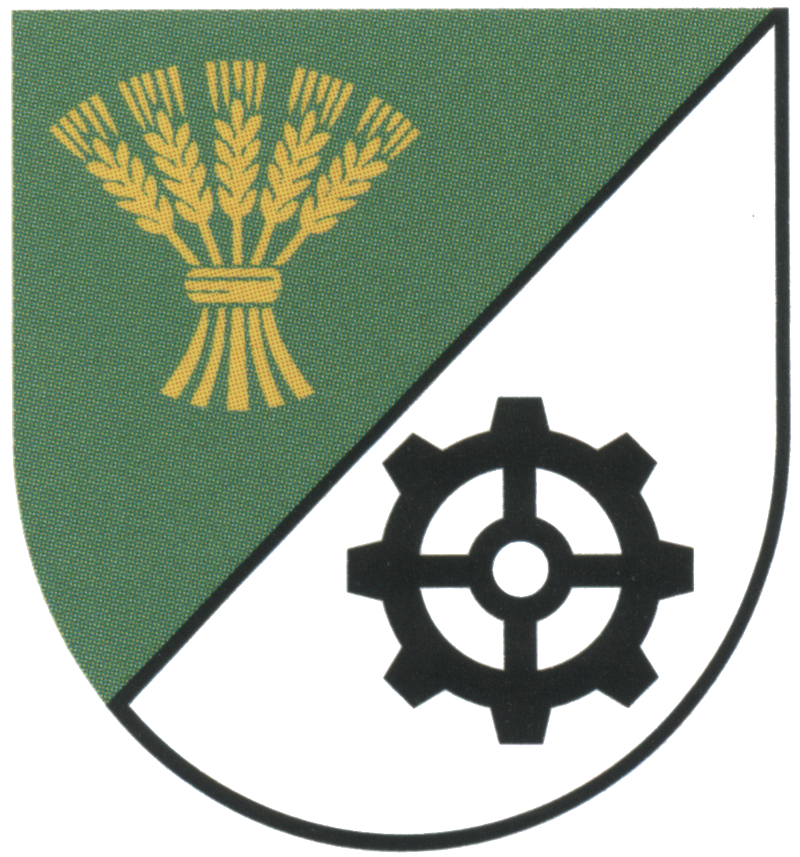
Wappen von Niederdorf

Die Liste der Kulturdenkmale in Niederdorf enthält die Kulturdenkmale in Niederdorf.
Diese Liste ist eine Teilliste der Liste der Kulturdenkmale in Sachsen.

## Legende
- Bild: Bild des Kulturdenkmals, ggf. zusätzlich mit einem Link zu weiteren Fotos des Kulturdenkmals im Medienarchiv Wikimedia Commons. Wenn man auf das Kamerasymbol klickt, können Fotos zu Kulturdenkmalen aus dieser Liste hochgeladen werden:
- Bezeichnung: Denkmalgeschützte Objekte und ggf. Bauwerksname des Kulturdenkmals
- Lage: Straßenname und Hausnummer oder Flurstücknummer des Kulturdenkmals. Die Grundsortierung der Liste erfolgt nach dieser Adresse. Der Link (Karte) führt zu verschiedenen Kartendiensten mit der Position des Kulturdenkmals. Fehlt dieser Link, wurden die Koordinaten noch nicht eingetragen. Sind diese bekannt, können sie über ein Tool mit einer Kartenansicht einfach nachgetragen werden. In dieser Kartenansicht sind Kulturdenkmale ohne Koordinaten mit einem roten bzw. orangen Marker dargestellt und können durch Verschieben auf die richtige Position in der Karte mit Koordinaten versehen werden. Kulturdenkmale ohne Bild sind an einem blauen bzw. roten Marker erkennbar.
- Datierung: Baubeginn, Fertigstellung, Datum der Erstnennung oder grobe zeitliche Einordnung entsprechend des Eintrags in der sächsischen Denkmaldatenbank
- Beschreibung: Kurzcharakteristik des Kulturdenkmals entsprechend des Eintrags in der sächsischen Denkmaldatenbank, ggf. ergänzt durch die dort nur selten veröffentlichten Erfassungstexte oder zusätzliche Informationen
- ID: Vom Landesamt für Denkmalpflege Sachsen vergebene, das Kulturdenkmal eindeutig identifizierende Objekt-Nummer. Der Link führt zum PDF-Denkmaldokument des Landesamtes für Denkmalpflege Sachsen. Bei ehemaligen Kulturdenkmalen können die Objektnummern unbekannt sein und deshalb fehlen bzw. die Links von aus der Datenbank entfernten Objektnummern ins Leere führen. Ein ggf. vorhandenes Icon  führt zu den Angaben des Kulturdenkmals bei Wikidata.

## Niederdorf
| Bild                                    | Bezeichnung                                                                                             | Lage                                      | Datierung                 | Beschreibung | ID       |
| --------------------------------------- | --- | ----------------------------------------- | ------------------------- | --- | -------- |
| Direkt Bild zu diesem Denkmal hochladen | Wohnhaus                                                                                                | Angerweg 2 (Karte)                        | 1. Hälfte 19. Jahrhundert | Fachwerk im Obergeschoss, baugeschichtlich von Bedeutung. Satteldach, Giebel verschiefert, Fachwerk im Obergeschoss | 09229601 |
| Direkt Bild zu diesem Denkmal hochladen | Wohnstallhaus und zwei Seitengebäude eines Vierseithofes                                                | Angerweg 3 (Karte)                        | 1. Hälfte 19. Jahrhundert | Alle Gebäude mit Fachwerk im Obergeschoss, baugeschichtlich von Bedeutung. - Wohnstallhaus: Satteldach, Giebel verschiefert, Fachwerk im Obergeschoss verputzt, - Erstes Seitengebäude: Satteldach, ein Giebel verbrettert, ein Giebel verschiefert, Obergeschoss verbretterte Holzkonstruktion, - zweites Seitengebäude: Satteldach, Giebel verbrettert, Fachwerk im Obergeschoss. | 09229603 |
| Direkt Bild zu diesem Denkmal hochladen | Wohnstallhaus, zwei Seitengebäude und Scheune eines Vierseithofes                                       | August-Bebel-Straße 7 (Karte)             | 2. Hälfte 18. Jahrhundert | Zeit- und regionaltypische Fachwerkbauten mit baugeschichtlicher und ortsbildprägender Bedeutung. - Wohnstallhaus: Satteldach, Fachwerk im Obergeschoss, Giebel verschiefert, flaches Tonnengewölbe im Stallteil, - Nördliches Seitengebäude mit Stall: Satteldach, Fachwerk im Obergeschoss und im Giebel, flaches Tonnengewölbe im Stallteil, - Östliches Seitengebäude: Satteldach, Fachwerk im Obergeschoss, Giebel verschiefert, Heuaufzug, - Scheune: Satteldach, Fachwerk im Obergeschoss, Erdgeschoss und im Giebel, bezeichnet „1742“ (Balkeninschrift am östlichen Seitengebäude) und bezeichnet „1896“ (Balkeninschrift im Inneren der Scheune). | 09229605 |
| Direkt Bild zu diesem Denkmal hochladen | Wohnstallhaus, zwei Seitengebäude und Scheune eines Vierseithofes                                       | August-Bebel-Straße 27 (Karte)            | um 1800                   | Geschlossen erhaltene Hofanlage in Fachwerkbauweise, baugeschichtlich, wirtschaftsgeschichtlich und ortsbildprägend von Bedeutung. - Wohnstallhaus: Krüppelwalmdach, ein Giebel verschiefert, anderer Giebel und Obergeschoss Fachwerk, im Erdgeschoss verändert (neue Haustüre und Einscheibenfenster, Garageneinbau), im Obergeschoss moderne Plastik-Fenster mit Sprosseneinteilung, rückwärtiger Anbau, - Erstes Seitengebäude: Satteldach mit einem Schopf, Giebel verschiefert, Hof- und Rückseite mit Fachwerk im Obergeschoss, Heuaufzug, - Zweites Seitengebäude: Satteldach mit einem Schopf, Giebel verschiefert, Fachwerk im Obergeschoss vorgekragt, - Scheune: Krüppelwalmdach, ein Giebel und hofseitig Fachwerk (teilweise auch im Erdgeschoss), Schiebefenster im Obergeschoss, eine Giebelseite massiv mit Feldeinfahrt, rückwärtiges Obergeschoss verschiefert, zwei Holztore. | 09229604 |
| Direkt Bild zu diesem Denkmal hochladen | Wohnstallhaus und zwei Seitengebäude eines ehemaligen Vierseithofes                                     | Bergstraße 11 (Karte)                     | Kern 18. Jahrhundert      | Alle Gebäude in regionaltypischer Fachwerkbauweise, baugeschichtlich von Bedeutung. Satteldach, Giebel verschiefert, Fachwerk im Obergeschoss, Erdgeschoss verändert, Heuaufzug. | 09229599 |
|                                         | Wohnstallhaus und zwei Seitengebäude (das westliche mit Oberlaube) eines ehemaligen Vierseithofes       | Chemnitzer Straße 11 (Karte)              | 18. Jahrhundert           | Zeit- und regionaltypische Fachwerkbauten, ein Seitengebäude mit seltener Oberlaube, baugeschichtlich und heimatgeschichtlich von Bedeutung. - Wohnstallhaus: Satteldach, drei stehende Dachfenster, zwei Fledermausgaupen, Obergeschoss und Giebel verbrettert, Obergeschoss modernisiert (große Fenster), Weinspalier an der Rückseite, - Erstes Seitengebäude: Satteldach, Obergeschoss und Giebel verbrettert, - Zweites Seitengebäude: Satteldach, drei Fledermausgaupen, Giebel verschiefert, vorgekragte Oberlaube mit sechs Jochen, davon zwei Joche zugesetzt (eines als Taubenschlag), Feldeinfahrt. | 09229607 |
| Direkt Bild zu diesem Denkmal hochladen | Seitengebäude (W) eines ehemaligen Vierseithofes                                                        | Chemnitzer Straße 17 (Karte)              | 1. Hälfte 19. Jahrhundert | Zeit- und regionaltypisches Fachwerkgebäude, baugeschichtlich von Bedeutung. - Seitengebäude: Satteldach mit einem Schopf, Giebel verschiefert, Fachwerk im Obergeschoss vorgekragt, alte Fenster (20 Scheiben), - Scheune: Fachwerk im Obergeschoss und im Erdgeschoss, Feldeinfahrt (Streichung Juli 2016). | 09229608 |
| Direkt Bild zu diesem Denkmal hochladen | Wohnstallhaus, Seitengebäude und Scheune eines Dreiseithofes                                            | Chemnitzer Straße 19 (Karte)              | 1. Hälfte 19. Jahrhundert | Zeit- und regionaltypische Fachwerkgebäude, baugeschichtlich von Bedeutung. - Wohnstallhaus: Krüppelwalmdach, Fachwerk im Obergeschoss und im Giebel, Weinspalier, - Seitengebäude: Satteldach, Fachwerk im Obergeschoss vorgekragt, alte Fenster (20 Scheiben), - Scheune: Satteldach, Fachwerk im Obergeschoss vorgekragt und Fachwerk im Erdgeschoss, Feldeinfahrt. | 09229609 |
| Direkt Bild zu diesem Denkmal hochladen | Wohnstallhaus, Seitengebäude und Scheune eines Dreiseithofes                                            | Chemnitzer Straße 21 (Karte)              | bezeichnet 1837           | Zeit- und regionaltypische Hofanlage in Fachwerkbauweise, baugeschichtlich von Bedeutung. - Wohnstallhaus: Krüppelwalmdach, Fachwerk im Obergeschoss, Stalltür mit Werksteingewände, ein Fenster im Erdgeschoss vergrößert, - Seitengebäude: Krüppelwalmdach, Giebel verschiefert, Fachwerk im Obergeschoss, Heuaufzug an der Hofseite, - Scheune: Satteldach, Fachwerk im Obergeschoss und im Giebel, Feldeinfahrt. | 09229610 |
| Direkt Bild zu diesem Denkmal hochladen | Wohnhaus und nördlich anschließendes Mühlengebäude eines Mühlenanwesens                                 | Chemnitzer Straße 29 (Karte)              | Ende 19. Jahrhundert      | Zeittypischer Putzbau, ortsgeschichtlich und technikgeschichtlich von Bedeutung. - Wohnhaus: Satteldach, Mittelrisalit mit Zwerchgiebel, Ornament im Giebelfeld (Frauenmotiv), Fensterbankgesims mit Köpfchen-Schmuck, Tür- und Fenstergewände aufgeputzt, originale Haustüre, vorgelagerte Eingangstreppe, - Seitlich angebautes Fabrikationsgebäude gleichen Stils mit überdachter Rampe. | 09229602 |
|                                         | Wohnhaus und Hintergebäude                                                                              | Chemnitzer Straße 49 (Karte)              | bezeichnet 1906           | Rote Klinkerfassade und Fachwerkgiebel, baugeschichtlich von Bedeutung. - Wohnhaus: Schwebegiebel, Klinkerfassade, Fachwerkschmuck in den Giebelfeldern, Türe der Zeit erhalten, - Hintergebäude mit Stallteil und Taubenschlag: Krüppelwalmdach, Obergeschoss verbrettert. | 09229590 |
|                                         | Wohnstallhaus, Seitengebäude (mit Kumthalle) und Scheune eines ehemaligen Vierseithofes sowie Toranlage | Chemnitzer Straße 54 (Karte)              | 1797 laut Auskunft        | Wohnstallhaus Obergeschoss Fachwerk verbrettert, baugeschichtlich und heimatgeschichtlich von Bedeutung. - Wohnstallhaus: Krüppelwalmdach, Hechtluke, ein Giebel verschiefert, anderer Giebel und Obergeschoss der Hofseite verbrettert, rückwärtig Fachwerk im Obergeschoss, - Seitengebäude mit Heuboden und dreitoriger Kumthalle: Satteldach, zwei Schleppluken, Obergeschoss verbrettert, - Scheune: Satteldach, Obergeschoss verbrettert, gemauerte Torpfeiler mit Platte und Kugel, Toreinfahrt mit Pfeilern und Kugelaufsatz. | 09229591 |
|                                         | Wohnhaus                                                                                                | Dorfstraße 19 (Karte)                     | Mitte 19. Jahrhundert     | Obergeschoss Fachwerk verbrettert, baugeschichtlich von Bedeutung. Satteldach, Giebel verschiefert, Obergeschoss verbrettert, im Erdgeschoss starkes Bruchsteinmauerwerk, Fenstergewände aus Porphyr. | 09229595 |
|                                         | Wohnanlage mit vier Mehrfamilienhäusern und gestaltetem Innenhofbereich                                 | Jahnsdorfer Straße 27; 29; 31; 33 (Karte) | vor 1955                  | Bemerkenswerte Putzbauten mit barockisierenden Bauformen, baugeschichtlich und ortsentwicklungsgeschichtlich von Bedeutung. Mansardwalmdächer, Hauptgebäude mit Vestibül und typischem Treppenhaus der 1950er Jahre. | 09229592 |